# Vladimír Watzke
Vladimír Watzke (21. července 1900 Praha – 6. října 1971 Žatec) byl český spisovatel. Byl autorem desítek knížek různých žánrů, zejména dívčích a humoristických románků. Užíval různé pseudonymy, především Vláďa Zíka. Podepisoval se Vladimír Vacke-Zíka.
Spisovatel Vladimir Watzke a malíř Josef Vacke byli bratři. Oba byli potomky Karla Watzka a Anny Zykové. Pár měl společně tři děti; Vladimír Watzke se narodil v roce 1900, Karel Watzke se narodil roku 1902 a Josef Watzke (Vacke) se narodil v roce 1907.

## Životopis
Vladimír Watzke vystudoval gymnázium a pak pokračoval ve studiu na English University College v Praze. Školu ukončil v roce 1923 a nastoupil úřednickou práci.
Kvůli přivýdělku začal v polovině třicátých let psát nenáročné příběhy pro mládež, pak už žánry měnil. Stal se i autorem sci-fi románů. Vydávalo mu je nakladatelství Zmatlík a Palička. Zmatlík byl jeho vzdálený příbuzný. Psal velice rychle, dokázal vytvořit sešitovou novelu během jednoho večera. Napsal jich desítky a podepisoval je různými pseudonymy. Mimo hlavního Vláďa Zíka také Jan Havlín, Jiří Havlín, Eva Marešová, Georg Bobbin či Eva Chválová. Některé práce dosáhly i dobré kvality, oceněn byl např. humoristický román Pan profesor a ostatní.
Do roku 1939 bydlel v Praze a válečná léta prožil v Nezabudicích u Křivoklátu. V roce 1945 byl obviněn z kolaborace s Němci (např. za romány Hrdinové severu a Letadlo nad Afrikou) a tak se přestěhoval do Žatce. Přestal psát knížky, ale stal se dramaturgem pobočky divadla v Kladně. Po dvou letech se stal pracovníkem Svazu mládeže, pracoval v kulturním oddělení Družstva pěstitelů chmele a Domu osvěty.

## Výběr z díla

### Žánr sci-fi
- 1937 – Velký let malého hrdiny
- 1938 – Tajemství staré věže
- 1938 – Záhadný letec
- 1938 – Vyznamenání kulometčíka Pavla
- 1938 – Obhájci bílé vlajky
- 1939 – Město na dně mořském
- 1941 – Král stříbrného orla
- 1941 – Letadlo na obzoru
- 1943 - Hrdinové severu
- 1944 – Letec nad propastí

### Další romány
- 1938 – Tajná vysílačka volá
- 1938 – Mirka letí kolem světa
- 1938 – Frantík a vyděrači
- 1939 – Šest hrdinů z Nome
- 1940 – Syn strážce majáku
- 1942 – Orlí srdce
- 1942 – Letadlo nad Afrikou
- 1943 – Ocelová cesta

### Knihy pro děti
- 1944 – Kašpárkův veselý slabikář